# Anthaxia psittacina
Anthaxia psittacina — вид жесткокрылых из семейства златок.

## Распространение
Распространён в Приморском крае, на южных Курильских островах и на полуострове Кореи.

## Описание
Жук длиной 3—4 мм. Надкрылья в 2,1 раза длиннее своей ширины в плечах. Переднеспинка с закруглёнными бугорками, без срединного продольного вдавления, с крупными ячейками, мельчающими и усиливающимися к переднему краю.

## Развитие
Личинки развиваются под корой могильной сосны (Pinus densiflora).

## Подвиды
- Anthaxia psittacina nigrifrons Bílý & Svoboda, 2001
- Anthaxia psittacina psittacina Heyden, 1887